# سلسلة متجانسة

في الكيمياء, السلسلة المتماثلة أو سلسلة مِثلِيَّة أو السلسلة المتجانسة هي سلسلة من المركبات الكيميائية لها نفس الخواص، وأعضاء هذه السلسلة تختلف بمقدار كتلة جزيئية ثابتة.
الألكانات (البرافينات), الألكينات (الأولفينات), الألكاينات (الاسيتيلينات) كلها تمثل سلاسل متماثلة يختلف أعضائها بمقدار 14, 12, 10 وحدة من الكتل الذرية على الترتيب. فمثلا، تبدأ سلسلة الألكانات بالميثان (CH4), ثم الإيثان (C2H6), البروبان (C3H8), البيوتان (C4H10), البينتان (C5H12), وكل من هذه المركبات أعضاء في سلسلة الألكانات وكل منها يزيد عن المركب الذي يسبقه بمجموعة CH2 (14 وحدة كتل ذرية).
المركبات الموجودة في كل سلسلة بها نفس المجموعة الصغيرة من الذرات التي تسمى المجموعة الفعالة. معظم الخواص الكيميائية للمركبات العضوية غالبا ما ترجع لهذه المجموعات الفعالة.
| السلاسل المتماثلة    | الصيغة العامة                       | مثال       | المجموعة الفعالة |
| -------------------- | ----------------------------------- | ---------- | ---------------- |
| الألكانات            | CnH2n+2 (حيث n أكبر من أو تساوي 1)  | CH4, n=1   |                  |
| ا الألكينات          | CnH2n (حيث n أكبر من أو تساوي 2)    | C2H4, n=2  | C = C            |
| الكحولات             | CnH2n+2O (حيث n أكبر من أو تساوي 1) | CH4O, n=1  | OH-              |
| الأحماض الكربوكسيلية | CnH2nO2 (حيث n أكبر من أو تساوي 1)  | CH2O2, n=1 | COOH-            |

حيث n تمثل عدد ذرات الكربون.